# 但泽自由市流亡政府
但澤自由市流亡政府（德語：Regierung der Freien Stadt Danzig im Exil）或但澤自由邦，2005年后称但泽人议会（德語：Rat der Danziger (RdDA)）是一個自我宣布的流亡政府，聲稱對已解散的但澤自由市的領土擁有主權。但泽在二战前德意志人占比达到95%，但是他们在战后被驱逐出境。但泽現在位於波蘭，称格但斯克。